# 内田讓
内田 讓（うちだ ゆずる、1980年3月8日 - ）は、日本の俳優である。兵庫県川西市出身。身長181cm。

## 人物
大阪でエキストラのアルバイトを始め、大学を2年で中退し上京した。モデル事務所に入るが「芝居がしたい」と退所し別の芸能事務所に所属、のちにグリーンメディアに所属となる。俳優を志したきっかけは「その時何をしているか残せる仕事がしたかったから」。テレビドラマや映画・舞台出演のほか、ラジオCMやナレーションの仕事も務めている。
2015年1月には、グリーンメディア所属の俳優たちと、演劇ユニットMONKEY GLEANを旗揚げし、座長を務めた。
特技は少林寺拳法（三段）・バイク、趣味は料理・カクテル作り・野球・バスケットボール。
俳優の弓削智久とは互いに「親友」と称している。
2015年6月、グリーンメディアと契約解除し、フリーに。。

## 出演

### テレビドラマ
- 連続テレビ小説 ほんまもん（2001年、NHK）
- ブラッディ・マンデイ Season2 第6話（2010年2月、TBS）看守 役
- コード・ブルー -ドクターヘリ緊急救命- 2nd season 最終話（2010年3月、フジテレビ）レスキュー隊員 役
- チーム・バチスタ2 ジェネラル・ルージュの凱旋（2010年4月 - 6月、フジテレビ）救急隊員 役
- うぬぼれ刑事 第4話（2010年7月、TBS）ヤンキー 役
- FACE MAKER 第1話（2010年10月、読売テレビ）ナンパ男 役
- BOSS 2ndシーズン 第10話（2011年6月、フジテレビ）刑事 役
- 南極大陸 最終話（2011年12月、TBS）観測隊員 役
- 戦国★男士（2011年10月 - 2012年3月、テレビ神奈川 ほか）準主演・片倉小十郎 役
- クロヒョウ2 龍が如く 阿修羅編 第1話・最終話（2012年4月・6月、毎日放送）ミツオ 役
- 赤い糸の女 第17話（2012年9月、東海テレビ）サラ金店長 役
- お天気お姉さん 第6話（2013年5月、テレビ朝日）星野裕也 役
- 彼岸島 第8話（2013年12月、毎日放送）兵士 役
- 天国の恋 第41話 - 43話（2013年12月、東海テレビ）雇われた男 役
- 土曜ワイド劇場 逆転報道の女3（2014年4月、テレビ朝日）佐々木槙雄 役
- 極悪がんぼ 第5話（2014年5月、フジテレビ）蛇塚五郎 役
- トクボウ 警察庁特殊防犯課 第7話（2014年5月、TBS）裕太 役
- ドキュメンタリードラマ 阪神・淡路大震災20年「忘れない…にいちゃんのランドセル」（2015年1月12日 NHK BS1）米津の同僚 役(方言指導)

### 映画
- HEAT -灼熱-（2004年）
- すくらんぶる・ハーツ 〜恋のソナタ〜（2004年）剛 役
- ルナハイツ（2005年）
- スラッカーズ 〜傷だらけの友情〜（2009年）侭田淳 役
- 喰女-クイメ-(2014年)刑事 役

### 舞台
- かみひとえ（2009年6月、萬劇場）
- 瞼の母ラプソディ（2010年8月、銀座博品館劇場）
- 俺は、君のためにこそ死ににいく（2011年4月、紀伊國屋ホール）主演・中西正也少尉 役
- しあわせの支度（2012年6月、上野ストアハウス）主演・四月一日一郎 役
- 闇の皇太子（2012年10月、上野ストアハウス）青龍甘雨 役
- オートロックロックナット（2012年12月、恵比寿エコー劇場）漱石 役
- 解決!! スパイマン〜スパイが、白衣に着がえたら。〜（2013年1月、シアターモリエール）ドクトルピンク 役
- しあわせの支度 再演（2013年6月、上野ストアハウス）主演・四月一日一郎 役
- 土方は二度死ぬ（2013年7月、ザムザ阿佐ヶ谷）立花省吾 役
- What a Wonderful World（2014年3月、日本橋公会堂(東京)　楽楽楽ホール(仙台)）主演・浅井道彦 役
- PANGEA(2014年11月3日　中野ウエストエンドスタジオ)　鳶 役
- 恋離-KOIBANA-　(2015年1月　中野ザ・ポケット)主演・先生、真太郎 役
- 俺は、君のためにこそ死ににいく（2015年4月　俳優座劇場）主演・中西正也少尉 役
- 山岡家の秘密(2015年11月、シアターグリーン Box in Box THEATRE) 主演・山岡はじめ 役
- チチガハハ(2016年4月　ABCホール) 北山公平 役
- 犯人は吉田だっ!(仮)(2016年5月　シアターグリーン Box in Box THEATRE)　達也 役
- THE BAMBI SHOW〜1st stage〜(2016年7月　新宿村LIVE) ギャング、ハイブラック・シン、他(オムニバスのため、役複数)
- 希望の色〜君の顔を希望の色に〜(2016年7月　日経ホール)　塚田哲也　役
- 横浜グラフィティ アゲイン(2017年2.3月　俳優座劇場)　小金丸峰男 役

### その他のテレビ番組
- 大!天才てれびくん（2012年、NHK Eテレ）

ドラまちがい「スカラブ」（2012年6月）片倉憲次 役
ドラまちがい「刑事侍」（2012年10月）宮本武蔵 役

### CM
- 箱館山スキー場（2002年）
- キリン「キリン樽生一番搾り」（2005年）
- ソニー損害保険 自動車保険 バッテリー上がり、無料でした!編（2005年）
- docomo SMART LIFE インフォマーシャル（2009年）
- NTTドコモ（2009年、ラジオCM）
- 日本マクドナルド「McCafe.」（2009年、ラジオCM）
- アサヒビール「W-ZERO」（2009年、ラジオCM）
- すき家「青春の味編」（2010年）
- 日本通運（2010年、ラジオCM）
- 大正製薬「リポビタンファイン」（2010年）
- Xbox 360「Kinect スポーツ シーズン2」（2011年）
- KDDI「This is My5 ビジネスマン篇」（2012年、WebCM）
- みずほ銀行  (2012年 VP)
- Stride×板尾創路「ミステリアス・ムービー」（2013年、WebCM）エンドレスミントの男 役
- ダイハツ工業 ミライース 猫編 (2013年)
- 葬儀会館ティア「決闘　サムライ編」「決闘　ガンマン編」（2014年）
- NEXCO中日本　名神集中工事(2014年)
- トヨタホーム 「ずっと、ここが、我が家。夫篇」(2015年)　娘の彼氏　役

### TVCMナレーション
- サッポロビール 第89回箱根駅伝用オリジナルCM「つながる。」一人じゃない篇（2013年）
- 株式会社スマートライフ「女性専用シェアハウス かぼちゃの馬車」（2017年2月 - ）

### VP
- ユニバーサル・スタジオ・ジャパン（2001年）
- 2008大阪オリンピック招致（2001年）
- サンヨー（2001年）
- ENEOS「Dr.Drive ドクター・ドライブ」（2005年）

### ミュージックビデオ
- DATE「HAZAMA」（2011年）

### ショーモデル
- ユニバーサル・スタジオ・ジャパン（2001年）
- 心斎橋 チャリティーファッションショー（2001年）
- CONVERSE JAPAN（2002年）
- FASION LIVE at Velfarre vol.9（2005年）
- ベストブライダル Hawaii ブルーラグーン・チャペル（2006年）